# Athelstaneford
Athelstaneford est un village du East Lothian, en Écosse. Il est situé à 6 km au nord-est de la ville de Haddington et à une trentaine de kilomètres à l'est d'Édimbourg.

## Bataille d'Athelstaneford
Selon la légende populaire, Athelstaneford est l'endroit où le drapeau écossais original - la croix diagonale blanche sur fond bleu ciel - a été adopté pour la première fois. À la veille d'une bataille entre une armée de Pictes et des Angles envahissants de Northumbrie en 832 apr. J.-C., Saint André, qui a été crucifié sur une croix diagonale, est venu au roi Pictish Óengus II dans une vision prometteuse de victoire. Le lendemain matin, les Pictes virent une croix blanche formée de nuages dans le ciel. Ils ont gagné la bataille et ont attribué leur victoire à la bénédiction de Saint André, adoptant sa forme de croix comme drapeau et le nommant leur saint patron . On a dit que le chef  des Angles en retraite, un homme appelé Athelstan, avait été tué à un croisement de rivière proche, d'où le nom Athelstaneford. Cependant, il existe un doute considérable sur les faits historiques fondamentaux. Le roi picte était peut-être Óengus I tandis que le chef anglais était peut-être le roi anglais Æthelstan, qui avait envahi l'Écosse en 934 apr. J.-C. . Quelle que soit la vérité, la légende a cimenté la place d'Athelstaneford dans l'histoire de l'Écosse. 

## Attractions

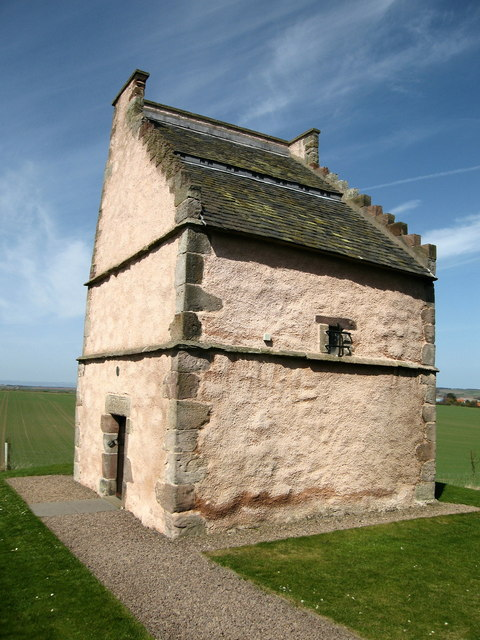
Athelstaneford Heritage Centre est situé dans un colombier construit en 1583

Le village abrite le National Flag Heritage Centre qui occupe un colombier construit en 1583 et reconstruit en 1996. Il se situe à l'arrière de l'église du village. 
Aujourd'hui, le village est entouré de terres agricoles et offre peu de commodités. Les touristes peuvent suivre le "Saltire Trail", un itinéraire routier qui passe par divers monuments locaux et lieux d'intérêt historique. 
Athelstaneford Parish Kirk a un lien avec l'auteur Nigel Tranter qui était un partisan éminent du Scottish Flag Trust. Il s'est marié dans l'église et, en avril 2008, une exposition permanente de ses souvenirs a été montée dans le transept nord de l'église. On y retrouve une reproduction de l'ancienne machine à écrire de Nigel Tranter, une collection de manuscrits et de livres, et d'autres objets personnels. L'exposition était auparavant à Lennoxlove House, et avant cela à Abbotsford House, la maison de Sir Walter Scott . 
Gilmerton House, domicile des baronnets de Kinloch, se trouve dans la paroisse d'Athelstaneford. C'est maintenant une salle de réception. https://www.gilmertonhouse.com}

## Voir également
- Liste des lieux à East Lothian (en)